# Асан Керим
Асан Керим (на турски: Asan Kerim) е югославски политик и деец на комунистическа съпротива във Вардарска Македония от турски произход.

## Биография
Керим е роден в град Щип на 7 януари 1921 година. Баща е на македонския политик Сърджан Керим. През 1941 година става член на СКМЮ, а от 1942 и на ЮКП. Между 1943 и септември 1944 работи в трудовите части в Ново село и Чучулигово. През септември 1944 влиза в НОВМ. През октомври отива в Горно Врановци в отдела за Агитационна пропаганда при ГШ на НОВ и ПОМ. След Втората световна война е генерален директор на Интеримпекс, член е на Изпълнителния съвет на СРМ, където отговаря за икономическите връзки с чужбина и председател на събранието на град Щип.